# Coventry
Coventry este un oraș și un Burg Metropolitan în cadrul Comitatului Metropolitan West Midlands în regiunea West Midlands. Este al 8-lea din Anglia după populație, numărând peste 300,000 de locuitori.

## Personalități născute aici
- Dennis King (1897 - 1971), actor, cântăreț;
- Edward Thomas Copson (1901 - 1980), matematician;
- John Middleton (1906 - 1991), ciclist;
- Nigel Hawthorne (1929 - 2001), actor;
- Delia Derbyshire (1937 - 2001), muziciană;
- Graham Joyce (1954 - 2014), scriitor;
- Clive Owen (n. 1964), actor;
- Jen Ledger (n. 1989), bateristă;
- James Maddison (n. 1996), fotbalist.